# Asilus lusitanicus
Asilus lusitanicus is een vliegensoort uit de familie van de roofvliegen (Asilidae). De wetenschappelijke naam is gepubliceerd in 1767 door Linnaeus.